# Джордж Мартін (продюсер)
Сер Джо́рдж Ге́нрі Ма́ртін (англ. George Henry Martin; * 3 січня 1926, Лондон, Велика Британія — † 8 березня 2016) — британський музичний продюсер, аранжувальник і композитор, славу якому принесла його співпраця з гуртом The Beatles у 1960-ті роки (його іноді називають «п'ятим бітлом»: він продюсував майже всі платівки гурту). Крім The Beatles Мартін також працював з окремими учасниками групи після її розпаду, а також із іншими виконавцями (America, Ultravox, Селін Діон, Джефф Бек). Командор ордену Британської імперії.

## Продюсерська діяльність
Джордж Мартін ще до The Beatles продюсував записи Ширлі Бессі і Метта Монро, скіффл- і джазових колективів, записи комедійних акторів. Після того, як менеджер «Бітлз» Браян Епштейн привів у фірму Parlophone, де працював Мартін, Сіллу Блек, Gerry & The Pacemakers, Billy J. Kramer And The Dakotas, Мартін продюсував і їх платівки. У 1965 році Мартін створив власну студію AIR London. У 70-х був продюсером ряду хітових альбомів гурту America, працював також із Нілом Седакою, Mahavishnu Orchestra, Рінго Старром, Полом Вінтером, Джимі Веббом і Джеффом Беком.
Продовжував підтримувати стосунки з усіма колишніми учасниками The Beatles, у 1977 році підготував випуск концертного альбому The Beatles at the Hollywood Bowl, був продюсером сольних альбомів Пола Маккартні, саундтрека до його фільму Передай привіт Брод-стріт (англ. Give My Regards To Broad Street) . В кінці 70-х побудував студію на карибському острові Монтсеррат, у ній записувалися Пол Маккартні, Dire Straits, Rolling Stones. У 1989 році ураган знищив студію, і багато музикантів віддали свої записи для створеного Мартіном благодійного альбому After The Hurricane(укр. Після урагану). Джордж Мартін також був продюсером телевізійного документального фільму, присвяченого 25-річному ювілею альбому Sgt.Pepper's Lonely Hearts Club Band, підготував три подвійних CD Антологія «Бітлз» (The Beatles Anthology). Остання його робота (разом із сином Джайлзом) — альбом Love, за який він отримав Grammy у 2008 році.

## Творчість
Кожну новостворену пісню музиканти «Бітлз» (перш за все, Леннон і Маккартні) презентували Мартіну, яку той оцінював (як продюсер) не тільки з точки зору комерційної привабливості, але здійснював і її загальномузичну експертизу. Відмінність «методу Леннона» від «методу Маккартні» Мартін описував такими словами:
Роль Мартіна у колективній роботі над композицією ще більше зросла з тих пір (приблизно з 1966), як група відмовилася від «живих» концертів, зосередившись на роботі в студії звукозапису (коли з'явилася можливість накладення аудіотреків, експериментів з магнітофонною стрічкою та інших спеціальних можливостей запису, які не можна уявити в живому концертному звучанні). Музичний професіоналізм Мартіна (який знав Інструментознавство і володів майстерністю академічного оркестрування) сприяв тому, що «сирі» заготовки пісень набували формально завершеного вигляду і професійного лоску.
Більшість аранжувань, відображених в аудіозаписах Бітлз, були написані Мартіном для різних інструментальних складів, аж до невеликого симфонічного оркестру (в ранніх записах Мартін також нерідко фігурував як піаніст, а в пісні «In My Life» виконав віртуозне соло на бароковому клавесині).
Саме з його ініціативи (яку спочатку Маккартні заперечував) в записі «Yesterday» з'вився струнний квартет.

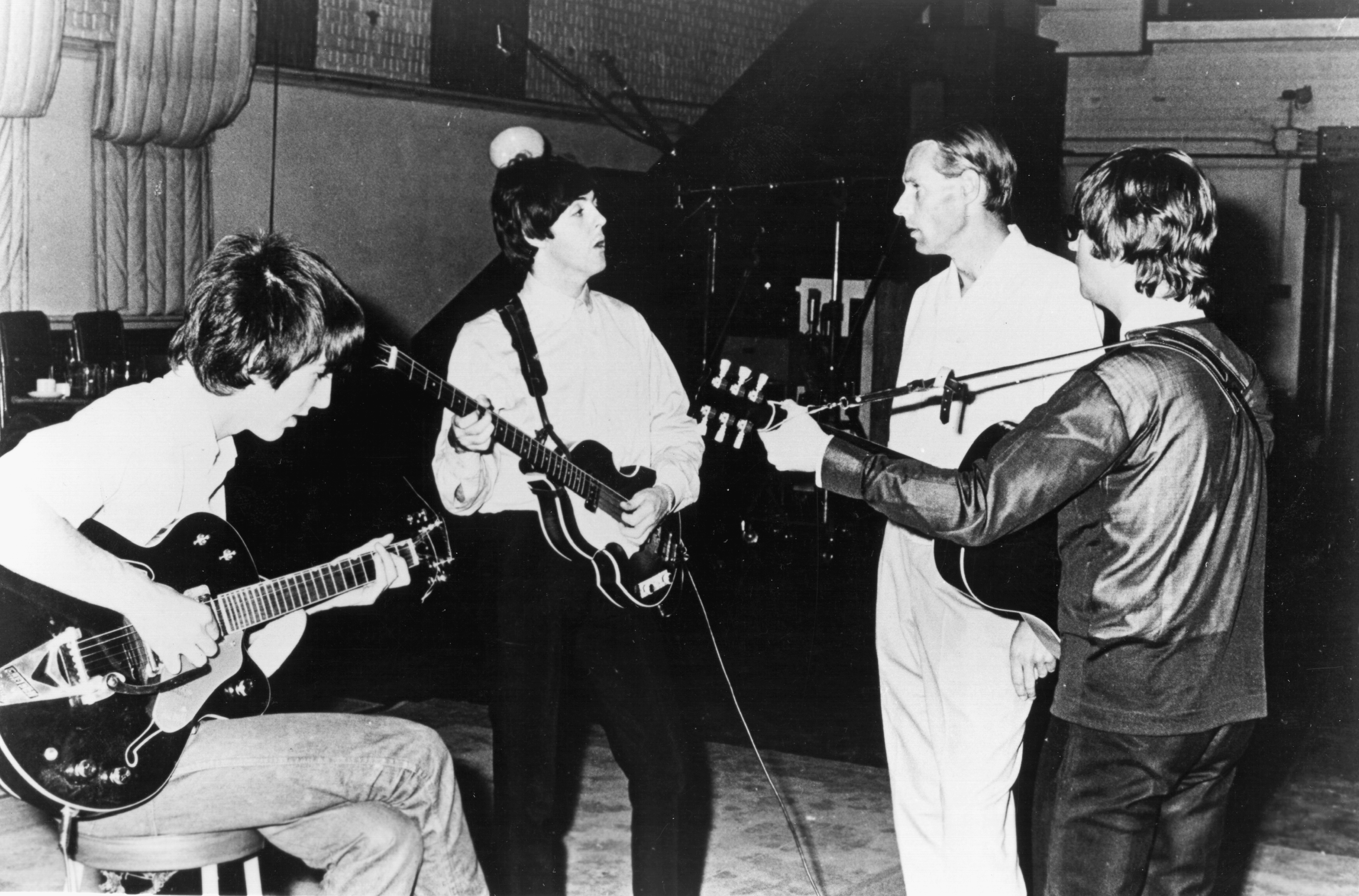
The Beatles і Джордж Мартін у студії

У пісні «Penny Lane» Мартін ввів партію труби пікколо, оформивши мелодію (яку наспівав Маккартні) як віртуозне соло, стилізоване під бахівські Бранденбурзькі концерти.
Мартін оркестрував для струнного оркестру пісню «Eleanor Rigby» і виступив у записі також як диригент.
Для пісні «I Am the Walrus» він написав оригінальне аранжування за участі ансамблю мідних духових інструментів, скрипок, віолончелей і вокального ансамблю.
В пісні «A Day in the Life» Мартін реалізував знамениту «апокаліптичну» кульмінацію композиції (з використанням алеаторики), яку було вирішено втілити в звучанні симфонічного оркестру.
У свої аранжування Мартін вплітав експерименти з магнітофонною стрічкою, вмикаючи її задом наперед і змінюючи швидкість відтворення («Strawberry Fields Forever»). Створюючи циркову атмосферу, якої вимагав Леннон в пісні «Being for the Benefit of Mr. Kite!», придумав закільцювати плівку з фрагментами органного програшу (на органах грали Мартін і Леннон).
Мартін також зробив оркестрову обробку пісні «Good Night», написав оркестрову партитуру для фільму «Yellow Submarine», брав участь у багатьох інших композиціях, в яких були зайняті (крім членів групи) академічні музичні інструменти.
Джордж Мартін також автор книги спогадів під назвою «All you need is ears», низка розділів якої присвячена його роботі з Бітлз. Мартін ні схильний перебільшувати свою роль як «п'ятого бітла». Навпаки, він скромно стверджує, що в роки його роботи з групою не було жорсткої професійної спеціалізації:

## Твори
- Martin G., Hornsby J. All you need is ears. New York: St. Martin's Press, 1979; reprint 1994. 285 pp.